# Космос: Далёкие уголки
«Космос: Далёкие уголки» (англ. Space: Above and Beyond) — американский научно-фантастический телесериал, созданный продюсерами Джеймсом Вонгом и Гленом Морганом («Секретные материалы», «Пункт Назначения», «Противостояние») и транслировавшийся на телеканале Fox в 1995—1996 годах.
Создатели планировали выпустить 5 сезонов, но фактически вышел только первый сезон из 24 эпизодов, так как телесериал не получил ожидаемого телеканалом Fox рейтинга просмотров. Несмотря на это, в 1996 году сериал был выдвинут на две прайм-таймовые премии «Эмми» в номинациях «Лучшая музыкальная композиция для сериала» (Ширли Уокер; эпизод «Звёздная река» (англ. The River of Stars)) и «Лучшие визуальные эффекты» (эпизод «Больше никогда» (англ. Never No More)) и премию «Сатурн» в номинации «Лучший эфирный телесериал»

## Сюжет
Мы думали, что одни. Мы верили, что Вселенная наша. Пока однажды ночью в 2063 году они не нанесли удар по земной колонии в 16 световых годах от нас. Теперь мы ведем войну. Меня зовут подполковник Т. К. Маккуин. Я представитель ИнВитро, расы искусственно выношенных людей. Я командую 58-м эскадроном корпуса морской пехоты США. Нас называют «Дикими Картами». Мы воюем, где прикажут: в космосе, на суше и на море. Проигрыш в этой войне означает больше, чем поражение. Сдаться — значит никогда не вернуться домой. Мы все должны подняться на защиту по первому зову… в самых дальних уголках Вселенной.
Пролог к телесериалу «Космос: Далёкие уголки»
Оригинальный текст (англ.)We thought we were alone. We believed the universe was ours. Until one night in 2063, on a Earth colony 16 light-years away, they struck. Now we're at war. We fight when called, in space, on land, and at sea. To lose this war means more than defeat; to surrender is to never go home. All of us must rise to the call... above and beyond.
В годы, предшествовавшие 2063 году, человечество начало колонизировать другие планеты. Отсутствие технологии, которая позволила бы им путешествовать быстрее света, также известной как «технология FTL», колонизация достигается за счет использования переходных, но предсказуемых, естественных червоточин в космосе, что позволяет им преодолевать огромные расстояния. Так, ранее неизвестный инопланетный вид, «Чигс», внезапно атакует и уничтожает первую внеземную колонию Земли, а затем то же происходит и со вторым колониальным кораблем. Основная часть земных вооруженных сил, направляемых для противостояния Чигам, уничтожается или облетается, отчасти потому, что Чиги имеют некоторую форму FTL, предоставляя им большую свободу передвижения (хотя эта технология кажется ограниченной, и Чиги также в основном используют естественные червоточины).
Чиги отбили все контратаки землян и вошли в Солнечную систему. В отчаянии были брошены недостаточно подготовленные кадры, к коим относились 58-я эскадрилья «Дикие карты» против Чиг. «Дикие карты» находятся в центре внимания сериала, мы наблюдаем за ними, видим, как они растут из неопытных курсантов в ветеранов. Хотя объединённые земные силы находятся под контролем реформированной Организации Объединённых Наций, ООН не имеет собственных официальных вооруженных сил, и поэтому военно-морские силы, такие как ВМС США и Королевский флот, эксплуатируют межзвездные звездолеты.
До событий сериала была война между людьми и искусственным интеллектом в лице Андроидов, известных как Силикаты. Эти человеческие андроиды, называемые «ходячими персональными компьютерами», восстали, сформировали свои собственные общества и ведут партизанскую войну против человеческого общества с ряда удаленных баз. Силикаты также подозревается в контактах с Чигами.
В попытке победить силикатов, был выведен новый «подкласс» генетически модифицированных и искусственно пересаженных людей, чтобы быстро пополнить ряды военных. Эти войска, в совокупности известные как «In Vitroes», а иногда и «танки» или «соски-шеи», рождаются в физическом возрасте 18 лет и обучаются исключительно для ведения боя. В послевоенный период "танки" пытались (со смешанным успехом) вновь войти в человеческое общество.

### Сюжетные арки
Космос: Далёкие уголки соединяет эпизоды через несколько сюжетных арок, с заглавной аркой, войной Чига. В приближенном порядке убывания значимости это:

#### Войны с Чигами (2063-)
Война с Чигами, происходящая через шесть лет после войны с И.И (2047—2057), представляет собой серьёзную неудачу для исследования космоса человеком. В первой половине сезона и в эпизоде 1.16, в войне с Чигами, всё было довольно мрачно для человечества (например, эпизоды 1.09, 1.15), но со временем, благодаря превосходной военной стратегии, тайных операций и дезинформации (эпизоды 1.13, 1.21), люди способны одержать верх и начать крупные наступательные операции (эпизод 1.22, 1.23), хотя ни окончания войны, ни окончания сюжета сериала мы не видим. В войне с Чигами главной сюжетной аркой сериала Космос: Далёкие уголки зондирует человеческие эмоции в крайнем отчаянии и конфликте. Важные мотивы, представленные в этой сюжетной арке, можно найти в различных военных драмах: верность, мужество и значимость отдельных действий.

#### In Vitroes
Как искусственно выношенные люди, Vitroes не разделяют социального равенства с так называемыми «естественно рождёнными». Буквально удаленные («рожденные») из своих индивидуальных резервуаров для беременности в возрасте восемнадцати лет, они быстро и жестко обучаются, чтобы позволить им войти в общество, по крайней мере, с номинальным представлением о том, как себя компортировать. Их издевательски называют «танками» обычные люди, которым не нравится метод рождения Пробирочников, а также их физическая прочность, которая всегда лучше, чем у «натуралов». Их используют для прорыва линии фронта, так как первыми в бой вступают «танки», которые открывают путь для пехоты.
К сожалению, из-за их ограниченного количества эмоционального развития, их развертывание в годы войны с И. И., войска оказались не такими успешными, как пионеры программы in Vitro, батальоны in Vitro не имели никакой эмоциональной связи, кроме самой элементарной для их страны, планеты или даже расы; это привело к их расовой репутации как «ленивых» и «не заботящихся ни о чём или о ком» и «не обращая внимания на что-либо или кого-либо» (эпизод 1.01/1.02), что способствовало предубеждению против них «натуралов». Члены Витрос называют себя «танки» между собой. До его отмены они были предметом рабства (эпизод 1.05), и по-прежнему существует значительная расовая сегрегация и негодование со стороны нормальных людей (например, эпизоды 1.01, 1.06) и злоупотребления со стороны правительства в морально сомнительных целях (эпизод 1.13). Два главных героя, Купер Хоукс и Т. С. Маккуин, имеют налицо все последствия такого общества как в Витрос.
Эта повторяющаяся тема затрагивает такие темы, как расизм и предрассудки в обществе, а также свободу. Он отличается от других сюжетных арок по своей сложности в виде разделения на две подыстории. Один из них представлен как историческое повествование с персонажами (например, эпизоды 1.05, 1.18) или воспоминания (эпизод 1.13); второй происходит в настоящем, с опытом Купера Хоукса и т. С. Маккуина, включая тонкую подысторию меняющихся отношений между Натаном Уэстом и созревающим Хоуксом (например, эпизоды 1.07, 1.11).

#### Силикаты
Силикаты, или повстанцы ИИ, украли военный космический корабль в конце войны ИИ и отправились в космос (эпизод 1.04). Во время войны с Чигами Силикаты сотрудничают с Чигами, действуя в качестве наемников (эпизоды 1.04, 1.16, 1.19) и управляя добывающими и тюремными объектами Чигов (эпизод 1.10). Существует подыстория Пола Ванга и Элрой Эла, в которой Пол Ванг должен иметь дело с тем фактом, что под пытками он ложно признался в совершении военных преступлений (эпизоды 1.10, 1.16, 1.19).
Силикаты также предоставили важную часть истории для капитана Шейн Вансен, убив её родителей перед ней, когда она была ребёнком. Это стало главным психологическим препятствием для её преодоления и показало её рост по сравнению с началом сериала, поскольку скорость, вызвавшая её детские кошмары, возродилась из темноты космоса.

#### Aero-Tech and the UN
Aero-Tech и ООН - эти арки привносят элементы заговора и высокого уровня сокрытия. Aero-Tech, созданная в 2015 году (эпизод 1.24), представляется монополистическим аэрокосмическим и оборонным поставщиком. Это связано с ООН явной политической силой Aero-Tech, как с ООН (бывший директор Aero-Tech становится Генеральным секретарем Организации Объединённых Наций в эпизоде 1.06), так и с вооруженными силами, о чём свидетельствует её контроль над передовыми технологиями (эпизоды 1.03, 1.10, 1.16).
Также есть подозрение, что Aero-Tech был осведомлён о Чигах до остального человечества и намеренно угрожал колонистам Весты и Теллуса (эпизоды 1.06, 1.24). Aero-Tech далее собирает, использует или удерживает ключевую стратегическую информацию в погоне за своей собственной корпоративной повесткой дня (например, эпизоды 1.03, 1.09, 1.10, 1.16).
Aero-Tech и сюжетная арка ООН исследуют такие темы, как власть, интриги, политика, военно-промышленный комплекс и, возможно, в какой-то степени также этику науки на службе военных и корпоративных интересов и моральной ответственности.

#### Другие изученные темы
Помимо сюжетных арок, описанных выше, есть 5 "разъединённых" эпизодов, которые не используются для переноса любой из сюжетных арок рядом с общей аркой истории войны с Чигами. Это эпизоды 1.05, 1.07, 1.11, 1.14 и 1.20. Некоторые из эпизодов имеют менее заметный мотив, в то время как другие изучали темы за пределами любой из главных сюжетных арок. Тем не менее, другие темы также были изучены в эпизодах, связанных с сюжетной аркой. Примеры этих дополнительных тем: страх и месть (эпизод 1.04), потеря и жертва (эпизоды 1.06, 1.11), подсознательные страхи (эпизод 1.07), парапсихологические способности и ответственность (эпизод 1.14), наркомания (эпизод 1.20), отчаяние и надежда (эпизоды 1.13, 1.22). Помимо сюжетных арок, несколько эпизодов также исследуют другие частные отношения персонажей в военное время (например, эпизоды 1.05, 1.15, 1.18).

#### Окончание
Последний эпизод заканчивается клиффхэнгером: МакКуин тяжело ранен, и большинство основных актёров, по-видимому, погибли или пропали без вести, при этом остались только Купер Хоукс и Натан Уэст. Тем не менее, Земля в гораздо более сильном стратегическом положении, есть надежда, несмотря на потери и жертвы. Эти Заключительные элементы сюжета были написаны в тот момент, когда Продюсеры знали, что шоу, вероятно, будет отменено.

## Список эпизодов
| № эпизода | Название                                                                                     | Дата выхода в эфир |
| --- | -------------------------------------------------------------------------------------------- | ------------------ |
| |                                                                                              |                    |
| 1.01 | Пилотная серия (англ. Pilot)                                                                 | 24 сентября 1995   |
| Накануне старта космического корабля с группой астронавтов для колонизации планеты Таллас командование разлучает пару влюблённых астронавтов, заключивших контракт на 20 лет. Оказывается, Конгресс настоял на том, чтобы в команду челнока вошло 10 % «пробирочников» (ИнВитро) — людей, рождённых и выращенных в лабораториях. В итоге один из влюблённых попал под сокращение. Теперь единственный шанс Натана Веста на воссоединение с любимой — вступить в ряды Морской Пехоты США. Забудет ли он на фоне нежданно нагрянувшей войны о своём обещании? Между тем колония землян на планете Веста и корабль, отправившийся на Таллас, подвергаются атаке неизвестного противника. Земля вступает в войну. |                                                                                              |                    |
| |                                                                                              |                    |
| 1.02 | Дальше всех от дома (англ. The Farthest Man from Home)                                       | 1 октября 1995     |
| Космический авианосец «Саратога», взявший на борт 58-й взвод космопехотинцев, как раз проходил мимо планеты Теллас, где в результате вражеской атаки разбился космический корабль с колонистами (тот самый, на котором должен был лететь Натан). Вест втайне от командования Саратоги и своих товарищей угоняет истребитель и совершает посадку на планету в надежде, что его девушка Кайлен всё ещё жива. |                                                                                              |                    |
| |                                                                                              |                    |
| 1.03 | Тёмная сторона Солнца (англ. The Dark Side of the Sun)                                       | 8 октября 1995     |
| Дикие Карты пытаются захватить разработки горючей руды, всего лишь чтобы обнаружить её уже опустошённой киборгами-силикатами. |                                                                                              |                    |
| |                                                                                              |                    |
| 1.04 | Мятеж (англ. Mutiny)                                                                         | 15 октября 1995    |
| Подполковник Маккуин и Купер, пробирочники по своему происхождению, вынуждены принять непростое решение, когда капитан космического грузовика решает пожертвовать грузом зародышей пробирочников ради спасения корабля от атаки. |                                                                                              |                    |
| |                                                                                              |                    |
| 1.05 | Рэй Баттс (англ. Ray Butts)                                                                  | 22 октября 1995    |
| Суровый ветеран войны, прибывший на Саратогу с приказом взять 58-й взвод на тайную миссию, изменил цель сразу после попадания в тыл врага. И только тогда 58-е заподозрили неладное. |                                                                                              |                    |
| |                                                                                              |                    |
| 1.06 | Очи (англ. Eyes)                                                                             | 29 октября 1995    |
| Веста пытаются втянуть в предательский заговор. Молодой офицер узнает, что правительство на Земле знало об инопланетянах ещё до отправления поселенцев на Весту. |                                                                                              |                    |
| |                                                                                              |                    |
| 1.07 | Враг (англ. The Enemy)                                                                       | 5 ноября 1995      |
| 58-й взвод приземляется на планету Тартарус, где сталкиваются с ментальным оружием чигов, опустошающим область мозга, что держит в узде страх. В итоге 58-е ополчились друг против друга. |                                                                                              |                    |
| |                                                                                              |                    |
| 1.08 | Враждебный визит (англ. Hostile Visit)                                                       | 17 ноября 1995     |
| 58-е захватывают инопланетный бомбардировщик. Подполковник Маккуин предложил повысить боевой дух войск, атаковав бомбардировщиком родную планету чигов. Остальным же этот план показался в корне неверным. |                                                                                              |                    |
| |                                                                                              |                    |
| 1.09 | Рискни или выбирай (англ. Choice or Chance)                                                  | 26 ноября 1995     |
| 58-й взвод разбился при посадке на луну в глубинах вражеской территории, а Шейн, Вест, Дампхаус и Ванг захвачены Силикатами. Внезапно Вест обнаруживает среди прочих заключённых Кайлен. |                                                                                              |                    |
| |                                                                                              |                    |
| 1.10 | Останься с мёртвыми (англ. Stay with the Dead)                                               | 3 декабря 1995     |
| Вест собирался заманить солдат чигов в засаду на фабрике. Однако после того, как он едва спасся, остальных признали погибшими. И никто не верил его утверждениям, что 58-й взвод всё ещё жив и ждёт помощи. |                                                                                              |                    |
| |                                                                                              |                    |
| 1.11 | Звёздная река (англ. The River of Stars)                                                     | 17 декабря 1995    |
| На Рождество бравых космических пехотинцев забросили на вражескую территорию. Они приняли таинственное послание о том, как «оседлать» приближающуюся комету и занять позицию на её орбите. |                                                                                              |                    |
| |                                                                                              |                    |
| 1.12 | Кто направляет птиц? (англ. Who Monitors the Birds?)                                         | 7 января 1996      |
| Раненый и затерянный на вражеской территории Хаукс борется за выживание, вспомнив о своём искусственном происхождении. Некогда его планировали отчислить, поскольку он задавал слишком много вопросов. |                                                                                              |                    |
| |                                                                                              |                    |
| 1.13 | Степень необходимости (англ. Level of Necessity)                                             | 14 января 1996     |
| Увидев смерть солдата на боевой миссии, Дампхаус подверглась изучению полковника из Пси-Корпуса. Тот убежден в том, что Дампхаус обладает психической силой. |                                                                                              |                    |
| |                                                                                              |                    |
| 1.14 | Больше никогда (англ. Never No More)                                                         | 4 февраля 1996     |
| На миссии добровольцев по выслеживанию нового судна чигов Шейн встречает бывшего парня. Согласно слухам, корабль оснащён маскировкой. |                                                                                              |                    |
| |                                                                                              |                    |
| 1.15 | Злейший Ангел (англ. The Angriest Angel)                                                     | 11 февраля 1996    |
| Подполковник Маккуин настаивает, чтобы его отпустили на опаснейшую миссию по уничтожению новейшего звездолёта чигов. Бывший член элитной воинской группировки «Злые Ангелы», как-никак. |                                                                                              |                    |
| |                                                                                              |                    |
| 1.16 | Игрушечный солдатик (англ. Toy Soldiers)                                                     | 18 февраля 1996    |
| Младший брат Веста присоединился к морской пехоте и рассказывает, что на Саратоге он находится в подчинении у неопытного наивного лейтенанта. Вест очень расстраивается. |                                                                                              |                    |
| |                                                                                              |                    |
| 1.17 | Дорогая Земля (англ. Dear Earth)                                                             | 3 марта 1996       |
| 58-е получают письма из дома — с хорошими вестями и не очень. Купер и МакКвин — пробирочники, участвуют в съёмках пропагандистского фильма. |                                                                                              |                    |
| |                                                                                              |                    |
| 1.18 | Жемчужинка (англ. Pearly)                                                                    | 24 марта 1996      |
| На планете, наводнённой Чигами, 58-й взвод встречается с майором Кириллом МакКендриком, единственный выжившим из батальона Колдстримского гвардейского пехотного полка Великобритании и водителем танка «Жемчужинка» Седьмого танкового полка. Ванг встречает силикатов, которые ранее пытали и теперь шантажируют его. |                                                                                              |                    |
| |                                                                                              |                    |
| 1.19 | R & R (англ. R & R)                                                                          | 12 апреля 1996     |
| Утомлённых в изнурительной битве 58-х направляют на корабль «Бахус» — место отдыха и развлечений, где, казалось бы, ничего не может случиться. |                                                                                              |                    |
| |                                                                                              |                    |
| 1.20 | Звёздная пыль (англ. Stardust)                                                               | 19 апреля 1996     |
| В этой таинственной миссии 58-му взводу приказано сделать всё наоборот и имитировать провал миссии по сопровождению военного челнока с важными пассажирами. |                                                                                              |                    |
| |                                                                                              |                    |
| 1.21 | Сахарная грязь (англ. Sugar Dirt)                                                            | 20 апреля 1996     |
| 58-й взвод борется за выживание на опустошённой планете, принадлежащей Чигам. Саратоге пришлось их бросить из-за сообщения о готовящемся нападении, чтобы спасти миллионы жизней. |                                                                                              |                    |
| |                                                                                              |                    |
| 1.22 | И если всем нам суждено погибнуть (англ. And If They Lay Us Down to Rest…)                   | 26 мая 1996        |
| 58-й взвод приземлился на спутник Чигской родной планеты, где космопехи встретили неизвестного зверя. Кто это — чигианец без доспехов или же совсем другая форма жизни? |                                                                                              |                    |
| |                                                                                              |                    |
| 1.23 | Передайте нашим родным, — Мы сделали всё, что смогли (англ. …Tell Our Moms We Done Our Best) | 2 июня 1996        |
| Мирные переговоры на Саратоге срываются. 58-й взвод летит на последнюю опасную миссию по спасению военнопленных, застрявших на повреждённом вражеском корабле. |                                                                                              |                    |
| |                                                                                              |                    |

## Актёры и персонажи

### Главная: 58-я эскадрилья ака Дикие карты
- Кристен Клоук — Капитан Шейн Вансен (USMC), позывной первых эпизодов «Бубновый Туз», позже изменён на «Бубновая Королева». Старшая из трех дочерей, Вансен родилась у двух морских пехотинцев. Её родители были казнены от рук патруля силикатов во время войны И. И. (позже она обнаружила, допрашивая силикат, что её дом был захвачен, и её родители погибли, когда она и её сестры наблюдали за тем, как те бросили монету (Силикаты придерживались своей доктрины «рисковать»). (Ep1.04) она присоединилась к корпусу морской пехоты, чтобы почтить их память, и с амбициями стать одной из элит 127-й эскадрильи, «Злые Ангелы». Естественный лидер, твердый тактик и выдающийся пилот, она была быстро выбрана своими сверстниками, чтобы командовать своей эскадрой в первые дни войны с Чигами (ep1.02) и этот выбор был отражен в том, что она была выбрана в качестве «шефа» её начальством в последующих миссиях. (ep1.04) во время войны она неоднократно сталкивалась с Силикатами и демонстрировала холодную голову под давлением, даже когда сталкивалась с этими кошмарами своего детства. (ep1.04, 1.06, 1.08, 1.09) 1-й лейтенант Вансен была повышена в звании капитана в конце 2063 года, что отражает её военный рекорд (несколько раз была ранена в бою, неоднократно получала звания за достижения в бою, а также неизменное уважение её сверстников и начальников). (ep 1.17) она была близкой подругой со всей своей эскадрильей, подсознательно проскользнув в роль «старшей сестры», которую ей отказали, поскольку она и её сестры разошлись после смерти своих родителей.
- Морган Вайссер — 1-й лейтенант Натан Уэст (USMC), позывной «Король Черви», Hammerhead окрестили " выше и выше «(ep. 1.01). Возможно, сердце 58-й эскадрильи, Натан Уэст никогда не намеревался стать морским Пехотинцем. Его выбор или карьера и, по определению, образ жизни были в программе Tellus Colony. Он и его подруга, Кюлен Селина долго и упорно трудились, чтобы быть выбранными для программы, с такой сильной моральной убежденностью действительно предприимчивых. Они также являются давними защитниками прав in Vitro. Накануне их миссии по колонизации Теллуса им сообщили, что один из них был заменен in Vitro, политическим решением, которое, по иронии судьбы, лишило их мечты. Хотя Натан пытался спрятаться на корабле, но неудачно и был удален из транспорта. Кайлен осталась на корабле, передав фотографию, где они вместе, с записанным сообщением „я верю в тебя“ Нейтану. Он наблюдал, как Кайлен и его жизнь улетели. Получив уведомление о том, что часовой USMC может быть размещен на Теллосе, он присоединился к корпусу морской пехоты и прошел половину обучения, когда пришла новость о том, что колонии Vesta & Tellus были предварительно атакованы внеземными видами, которые стали известны как „Чиги“. Пройдя ускоренную подготовку, он и остальная зарождающаяся 58-я эскадрилья приняли участие в» битве пояса", первой победе земных сил против врага. 1-й лейтенант Уэст получил шесть подтвержденных убийств в этой космической битве. Вместе с другими членами своей эскадрильи он был награждён престижной медалью За эту решительную победу. (ep.1.01/1.02).
- Родни Роулэнд — 1-й лейтенант Купер Хоукс (USMC, in Vitro), позывной «Пиковый Валет», Hammerhead окрестили «Расплатой Пага». (эп. 1.01) После того, как его планировали «стереть» за то, что он задал один вопрос о свободе, Хоукс подчинил одного из своих наблюдателей и убил его в отместку. Убегая из учебного центра in Vitro в Филадельфии, Хоукс жил на улицах до тех пор, пока не был арестован, преследуемы расиста in Vitro, который пытался повесить его. Судья приказал ему вступить к Морпехам, где он нашел единственных людей, о которых он когда-либо заботился: дикие карты. Он особенно связан со своим товарищем-солдатом Майком" Pags «Пагодином, который погиб, на ранних стадиях конфликта с Чигами; и подполковником „T. C.“ Маккуином, который стал для него вместо отца.
- Джоэль де ла Фуэнте — 1-й лейтенант Пол Ван (USMC), позывной „Джокер“. После того, как выросший в бедности в своем родном городе Чикаго, штат Иллинойс, Ван вербуется и назначается в Дикие Карты. Он был особенно известен чувством юмора, привязанностью к Чикаго Кабс и Ригли Филд и романами с лейтенантом Страуд (играет Мелисса Боуэн, которая позже вышла замуж за Джоэля де ла Фуэнте) и товарищем по отряду Ванессой Дамфуссу.
- Лэйни Чэпман — 1-й лейтенант Ванесса Дамфусс (USMC), позывной „Туз Червей“. Первоначально из штата Нью-Йорк, Дамфусс окончила Калифорнийский технологический институт со степенью в области ядерной физики. Она работает техническим экспертом отряда. Она находится в отношениях с ранее женатым мужчиной, который позже показал, что оставил её для своей лучшей подруги. Она близка c Полом Ваном, в которого она влюбляется в течение сериала.
- Джеймс Моррисон — Подполковник Тайрус Кассиус» T. C. " Маккуин (USMC, in Vitro) позывной «Королева 6». МакКуин-командир, который возглавляет 58-ю. До вступления в эту должность Маккуин командовал 127-й эскадрильей Злые Ангелы; подразделение было уничтожено во время первого контакта с Чигами, оставив Маккуина единственным выжившим. Он является ветераном войн ИИ, во время которых его захватывали и пытали. МакКуин разведен со своей женой из-за его неспособности к естественному деторождению. МакКуин имеет сильную связь с Хоксом, для которого он как отец.

## Книги
На основании некоторых эпизодов телесериала были созданы книги и выпущена серия комиксов:
1. «The Aliens Approach» (1996, Истон Ройс);
2. «Dark Side of the Sun» (1996, Дина Анастасио);
3. «Mutiny» (1996, Истон Ройс);
4. «The Enemy» (1996, Дина Анастасио);

1. «Space» (1995, Питер Телеп);
2. «Space: Above and Beyond» (1997, Рой Томас);
3. «Demolition Winter» (1997, Питер Телеп).